# Variante (biologia)
Em microbiologia e virologia, o termo variante ou “variante genética” é usado para descrever um subtipo de um microrganismo que é geneticamente distinto de uma cepa principal, mas não suficientemente diferente para ser denominado uma cepa distinta. Uma distinção semelhante é feita na botânica entre diferentes variedades cultivadas de uma espécie de planta, denominadas cultivares.
Foi dito em 2012 que "não existe uma definição universalmente aceita para os termos 'cepa', 'variante' e 'isolado' na comunidade de virologia, e a maioria dos virologistas simplesmente copia o uso de termos de outros". A falta de definição precisa continuou a partir de 2020; no contexto da variante B.1.1.7 (detectada inicialmente no Reino Unido) do vírus SARS-CoV-2, o site dos Centros de Controle e Prevenção de Doenças (CDC) dos EUA afirma: "Por enquanto, no contexto desta variante, os [termos 'variante', 'cepa' e 'linhagem'] são geralmente usados indistintamente pela comunidade científica".
Mutações podem produzir muitas variantes, mas nem todas conseguem se fixar e continuar existindo. Isso acontece em proporção ao tamanho populacional, quanto maior for a população, menores são as chances da mutação se proliferar, já, quando o tamanho populacional é menor, maiores são as chances da mutação se fixar. Nesse sentido, as variantes podem ser classificadas como "variantes de preocupação" devido às altas capacidades de transmissão e de adoecimento severo. Há ainda as "variantes de interesse", que são aquelas apontadas como um perigo em potencial devido à incipiência de estudos para confirmar ou não a possibilidade de classificá-la como variante de preocupação.